# Lorenzo Gazzari
Lorenzo Gazzari detto Renzo (Lesina, 7 gennaio 1907 – Firenze, 30 marzo 1998) è stato un calciatore italiano, di ruolo difensore.

## Caratteristiche tecniche
Conosciuto maggiormente come terzino sinistro, era comunque abile anche con il piede destro.

## Carriera

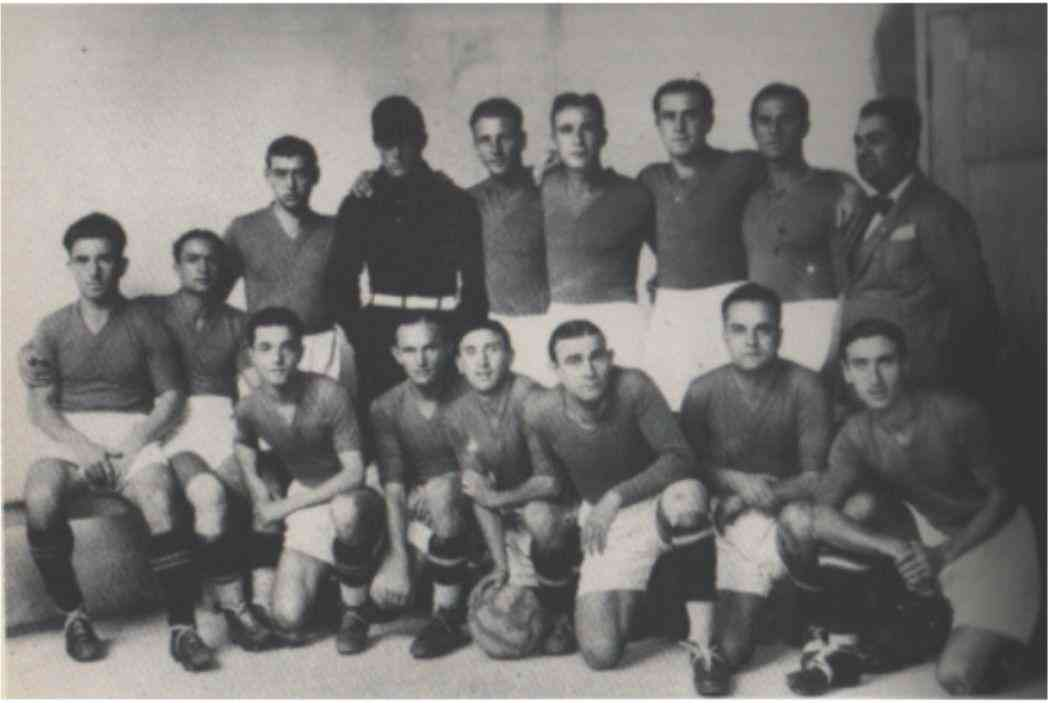
La prima formazione in serie A della Fiorentina 1931-1932. In alto: Vignolini, Ballante, Gazzari, Pizziolo, Bigogno, Pitto. In basso: Gregar, Baldinotti, Prendato, Bonesini, Busini, Rivolo, allenatore Hermann Felsner.

Giocò 152 partite con l'Hajduk Spalato tra il 1921 ed il 1928, vincendo il suo primo campionato nazionale nel 1927. Si trasferì poi, con suo fratello Otmar, a Trieste, giocando con l'Triestina, dove venne notato dagli osservatori della ACF Fiorentina. Nel 1930 si spostò a Firenze, collezionando anche 3 presenze nella Nazionale di calcio italiana B (la prima il 20 marzo 1932).
Alla fine della sua carriera si dedicò al tennis, diventando un insegnante di questo sport.

## Palmarès

### Club

#### Competizioni nazionali
- Campionato jugoslavo: 1

Hajduk Spalato: 1927